# Vlatko Glavaš
Vlatko Glavaš (ur. 2 września 1962 w Bugojnie) – bośniacki piłkarz grający na pozycji obrońcy, trener piłkarski i polityk.

## Kariera klubowa
Karierę rozpoczął w młodzieżowej drużynie Iskry Bugojno, w której grał w latach 1976–1981. W 1981 został zawodnikiem pierwszego zespołu, który reprezentował do 1991. W 1991 trafił do Rot-Weiss Essen, gdzie grał rok, po czym przeszedł do Wuppertaler SV, dla którego zagrał w 23 meczach. W latach 1993–1997 był zawodnikiem Fortuny Düsseldorf. W sezonie 1993/1994 strzelił dla tej drużyny jednego gola w 27 meczach, a Fortuna awansowała do drugiej ligi. W sezonie 1994/1995 Glavaš zdobył 10 bramek w 32 spotkaniach, a jego klub awansował do ekstraklasy niemieckiej. W sezonie 1995/1996 Bośniak w 25 pojedynkach strzelił 2 gole. W sezonie 1996/1997 zdobył 1 gola w 11 meczach, a po połowie sezonu podpisał roczny kontrakt z NK Osijek, dla którego rozegrał 15 spotkań i strzelił 2 gole. W 1998 wrócił do Wuppertaler SV, ale nie zagrał w nim ani jednego meczu.

## Kariera reprezentacyjna
Glavaš rozegrał 7 meczów w reprezentacji Bośni i Hercegowiny w latach 1996–2000. Jest drugim pod względem wieku piłkarzem, który wystąpił w reprezentacji Bośni. Miał 37 lat i 235 dni, gdy rozegrał ostatni mecz.

## Kariera trenerska
W 1999 został asystentem trenera Wuppertaler SV. W 2000 został trenerem SV Sodingen, a rok później przejął Sportfreunde Baumberg, które trenował do 2003, w międzyczasie (2002) obejmując stanowisko asystenta trenera reprezentacji Bośni. Pełnił tę funkcję do 2007. W marcu 2005 został trenerem TuRU Düsseldorf. Był nim do listopada tegoż roku. W sierpniu 2009 został trenerem Olimpiku Sarajewo. W styczniu 2010 objął posadę trenera FK Sloboda Tuzla. W marcu 2012 Glavaš został trenerem Čeliku Zenica. 1 września 2012 został trenerem Vinogradaru Mladina. Na ławce trenerskiej tej drużyny zadebiutował dzień później w wygranym 1:0 meczu z HAŠK. W październiku 2012 został zastąpiony przez Damira Mužka. W 2011 zorganizował tygodniowy kurs piłkarski dla młodzieży w Bugojnie. We wrześniu 2007 zyskał licencję UEFA Pro.

## Kariera polityczna
W listopadzie 2012 Glavaš został radnym gminy Bugojno, a 12 lipca 2013 został wybrany na stanowisko przewodniczącego rady miasta Bugojno, ale 20 stycznia 2015 jego miejsce zajęła Greta Kuna. W 2018 roku uzyskał mandat poselski z ramienia partii Front Demokratyczny, a cztery lata później z powodzeniem ubiegał się o reelekcję.

## Życie prywatne
Ma córkę Ninę i syna Toniego.